# W. O. Trine
Will Orian „Dad” Trine (Lebanon, Oregon, 1869 – Corvallis, Oregon) amerikai futó, valamint atlétika- és kosárlabdaedző, akit leginkább monogramjával ismernek. Jelentős szerepet játszott az Oregoni Egyetem és az Oregoni Állami Egyetem sportcsapatainak felállításában.
Kezdetben futó volt, de az 1890-es években a sportág népszerűsége csökkent, ezért inkább edző lett.

## Fiatalkora
Az 1880-as években a metodista Santiam Academyre járt.

## Futóként
A 100 yardos (91 méteres) távot 9 4/5 másodperc, a 220 yardos (200 méteres) távot 22 másodperc alatt futotta le. Az 1880-as években a sportág népszerű volt; Trine 1899. december 28-án ötszáz dollárt nyert.
Az 1890-es években a sportág népszerűsége csökkent, ezért edző lett.

## Edzőként
1896-ban ideiglenesen az Oregon Ducks atlétikaedzője lett; 1898 és 1901 között újra alkalmazták. 1903-ban Jacob Patterson lemondásával az Oregon Agricultural Aggies sportigazgatója, valamint a régió egyik leghatékonyabb edzője lett.
Az 1900-as évek elején rövid ideig klubcsapatoknál is dolgozott.

## Halála és emlékezete
1905 júniusában az Oregoni Mezőgazdasági Főiskola lapja interjút közölt Trine-nal, ahol elmondta, hogy szerinte a sikeres sportoló titka a mértékletesség és tisztaság; a szerkesztő megjegyezte, hogy stratégiájának része a káros szenvedélyek kizárása. Az évben állkapcsában csontrákot diagnosztizáltak nála; műtétre San Franciscóba utazott, de miután megtudta, hogy azt Portlandben is elvégzik, hazautazott, hogy közelebb legyen családjához. 1905 júliusának végén állából eltávolítottak egy darabot; orvosai szerint felépülési esélyei jók voltak.
Költségei fedezésére a régió sportéletének tagjai (például Bill Hayward edző és Bert Kerrigan futó) felvonulást szerveztek. Trine tovább dolgozott, de fájdalmai miatt „az egykori erős ember csak árnyéka volt magának”. 1907 májusában gyógyíthatatlannak ítélték; életének utolsó két hónapját folyamatosan romló állapotban otthonában töltötte.
1907. július 13-án 19 órakor hunyt el corvallisi otthonában; sírhelye a eugene-i temetőben van. Az OAC Barometerben 1907 őszén megjelent emlékezés szerint „W. O. Trine életének összefoglalásához nem szükséges nekrológ”; „csapataiban csak tiszta lelkű férfiak kaptak helyet”.

## Művei
- Rules for Athletes That Will Not Be Amiss: To Those Who Work on the Track. (angolul)  Morning Register,   (1896. április 15.)   1. o. Hozzáférés: 2025. március 13.

## Fordítás
- Ez a szócikk részben vagy egészben  a   W. O. Trine című angol Wikipédia-szócikk ezen változatának fordításán alapul.  Az eredeti cikk szerkesztőit annak laptörténete sorolja fel. Ez a jelzés csupán a megfogalmazás eredetét és a szerzői jogokat jelzi, nem szolgál a cikkben szereplő információk forrásmegjelöléseként.